# TOKYOてふてふ
TOKYOてふてふ（とうきょうてふてふ）は、楪おうひ・めありらすと・ちむら詩文・神狩こはく世會の4人からなる日本のアイドルユニットである。「翔び堕ちル、夢と現実の狭間ノ街並みト」をコンセプトに掲げている

## 概要
「翔び堕ちル、夢と現実の狭間ノ街並みト」をコンセプトに、2020年に結成された。コドモメンタルINC.所属。「ぜんぶ君のせいだ。」、「KAQRIYOTERROR」、「星歴13夜」の姉妹グループでもある。

## 略歴
2020年
- 8月15日、メンバーを募集するオーディションの開催発表。
- 12月31日、SHIBUYA PLEASURE PLEASUREにてレーベル祭り「こどもめんたる〜はっぴょうの拾陸〜年越しSP」で、お披露目
- 12月31日、TOKYOてふてふ公式Twitterより、楪おうひ(ゆずりはおうひ)、十叶のんの(とかないのんの)、めありらすと、逢琉参(あいるまいる)、ちむら詩文(ちむらしふみ)、神狩こはく世會(かがりこはくせかい)、セツナウイネの個別プロフィール・個人Twitterが公開される。

2021年
- 1月13日、1stデジタルシングル「innocence soar」が各配信サイトで配信スタート。[2]。
- 2月4日、TOKYOてふてふの公式サイトオープン
- 2月9日、TOKYOてふてふが新曲「double」リリース、鏡張りのスタジオで踊るMV公開[3]。
- 4月28日、アルバム「impure」をリリース。[4][5]。
- 4月28日、「cry more again」MV公開 [5]。
- 6月30日、1stシングル「tokyo tragedy」発売、「cry more again」MV公開[6]。
- 10月27日、2ndシングル「daybreak」発売。
- 11月22日、「daybreak」MV公開。

2022年
- 3月13日、セツナウイネ脱退。
- 4月13日、3rdシングル「ash.」発売、「ash.」MV公開。
- 10月5日、2ndアルバム「Hyperphantasia」発売。
- 12月2日、楪おうひのフォトブック「ifPhantasmagoria」発売。

2023年
- 3月22日、再新録UPDATE EP「初焉、問フ」発売。
- 5月17日、4thシングル「LYCORisALIVE」発売。
- 9月27日、3rdアルバム「Butterfly Dogma」発売。

2024年
- 3月17日、十叶のんのが卒業を発表[7]。

## メンバー
| 名前           | 名前               | 誕生日  | 血液型 | 趣味         | 備考     |
| -------------- | ------------------ | ------- | ------ | ------------ | -------- |
| 楪おうひ       | ゆずりはおうひ     | 7月16日 | B      | sports       | リーダー |
| めありらすと   | めありらすと       | 3月16日 | O      | ohirune      |          |
| ちむら詩文     | ちむらしふみ       | 10月3日 | A      | sing         |          |
| 神狩こはく世會 | かがりこはくせかい | 8月3日  | O      | okashitaberu |          |

### 旧メンバー
- 逢琉参(あいるまいる)
- セツナウイネ
- 十叶のんの

## ディスコグラフィ

### 写真集・書籍
| 発売日        | タイトル         | 著者     | 備考 |
| ------------- | ---------------- | -------- | ---- |
| 2022年12月2日 | ifPhantasmagoria | 楪おうひ |      |

## 動画

### ミュージックビデオ
| 公開日     | 曲名           | 備考                         |
| ---------- | -------------- | ---------------------------- |
| 2021/01/12 | innocence soar | 1st Digital Single           |
| 2021/02/09 | double         | 2nd Digital Single           |
| 2021/04/28 | cry more again | 1st Full Album " impure "    |
| 2021/06/30 | tokyo tragedy  | 1st Single " tokyo tragedy " |
| 2021/11/22 | daybreak       | 2nd Single " daybreak "      |
| 2022/04/13 | ash.           | 3rd Single " ash. "          |
| 2023/07/28 | ao             | 2nd Album " Hyperphantasia " |
| 2023/12/11 | LYCORisALIVE   | 4th Single " LYCORisALIVE "  |
| 2023/12/23 | Butterfly-Hi   | 3rd Album " Butterfly Dogma" |